# Algirdas Vrubliauskas
Algirdas Vrubliauskas (* 5. Mai 1966 in Junčionys, Rajongemeinde Alytus) ist ein litauischer konservativer Politiker, von 1997 bis 2004 und von 2007 bis 2023 Bürgermeister der Rajongemeinde Alytus.

## Leben
1992 absolvierte Algirdas Vrubliauskas das Diplomstudium der Tiermedizin an der Veterinärakademie Litauens und 2002 das Masterstudium des Managements an der Kauno technologijos universitetas in Kaunas.
Von 1992 bis 1994 arbeitete er in Mikolavas. Von 1997 bis 2004 und ab 2007 war er Bürgermeister der Rajongemeinde Alytus. Von 2004 bis 2007 war er Mitglied im Seimas.
Algirdas Vrubliauskas ist Mitglied der Partei TS-LKD.

## Familie
Algirdas Vrubliauskas ist verheiratet. Mit Frau Vida hat er die Tochter Laura und den Sohn Karolis.